# Pavel Lebedev
Pavel Lebedev (în rusă Пётр Васильевич Лебедев; n. 12/24 decembrie 1827, Gubernia Tver⁠(d), Imperiul Rus – d. 23 aprilie/5 mai 1892, Kazan, Imperiul Rus) a fost un cleric ortodox rus.

## Date biografice
Originar din Gubernia Tver, Lebedev a intrat în monahism la 28 iunie 1853, iar pe data de 26 decembrie a aceluiași an a fost ridicat la rangul de ieromonah. În 1858 a ajuns arhimandrit.
Pe 8 septembrie 1868 a fost hirotonit episcop de Vyborg, iar în 1869 Episcop de Ladoga. 
Pe data de 23 iunie 1871 a fost numit episcop de Chișinău și Hotin. Pe data de 1 aprilie 1879 a fost ridicat la rangul de arhiepiscop. 
Din 16 iulie 1882, devine exarh al Georgiei, arhiepiscop de Kartalia și Kahetia.  
În 1887 a fost numit arhiepiscop de Kazan, funcție pe care a îndeplinit-o până la finalul vieții. A decedat pe data de 23 aprilie 1892, fiind înmormântat în Kazan.

## Episcop de Chișinău și Hotin
Arhiepiscopul Pavel a dus o campanie intensă de rusificare a românilor basarabeni. Acesta a interzis predicile în limba română, a distrus cărțile scrise în limba română (inclusiv pe cele cu alfabet chirilic românesc) și i-a eliminat pe preoții ce nu voiau să țină slujbe în limba rusă, înlocuindu-i cu rusofoni. Pentru atitudinea sa antiromânească a fost poreclit "Românofagul" (mâncătorul de români). Activitatea sa antiromânească a fost consemnată și de istoricul și lingvistul rus Nikolai Durnovo.